# Boreohydridae
Boreohydridae is een familie van neteldieren uit de klasse van de Hydrozoa (hydroïdpoliepen).

## Geslachten
- Boreohydra Westblad, 1937
- Psammohydra Schulz, 1950